# Сердюков, Виктор Викторович
Виктор Викторович Сердюков (род. 1960) — советский самбист, украинский и российский тренер и спортивный функционер.

## Спортивная карьера
Серебряный призёр первенства СССР среди юниоров, бронзовый призёр Всемирных игр молодёжи 1982 года, бронзовый призёр чемпионатов СССР 1987 и 1989 годов, победитель (1986) и бронзовый призёр (1984, 1988) розыгрышей Кубка СССР, чемпионат Европы 1987 года, мастер спорта СССР международного класса по самбо, мастер спорта СССР по дзюдо. Выступал в тяжёлой весовой категории (свыше 100 кг).
В 2011 году был вице-президентом федерации Республики Крым по самбо и дзюдо. Был одним из основоположников развития сумо в Крыму, заслуженный тренер Украины по сумо. Работал старшим преподавателем  кафедры спорта и физического воспитания Таврической академии Крымского федерального университета имени Вернадского.

### Всесоюзные соревнования
- Кубок СССР по самбо 1984 — ;
- Кубок СССР по самбо 1986 — ;
- Кубок СССР по самбо 1988 — ;
- Чемпионат СССР по самбо 1987 — ;
- Чемпионат СССР по самбо 1989 — ;